# Give Your Heart a Break
A Give Your Heart a Break egy dal Demi Lovato amerikai énekes harmadik, Unbroken című albumáról. Producere és szerzője Josh Alexander és Billy Steinberg voltak. A dal dance-pop stílusra épül, emellett dob és hegedű is elhangzik a számban. A kritikusok utóbbi használata miatt a Coldplay Viva la Vida című dalához hasonlították. 2012. január 23-án kezdték el játszani az amerikai rádiók.
A Give Your Heart a Break pozitív értékeléseket kapott: a kritikusok Lovato hangját dicsérték. A kislemez a Billboard Hot 100 72. helyén debütált. A listán 16. helyig jutott, míg a Pop 100-on első helyezést ért el. Brazíliában kilencedik, Belgium 32. helyezett lett. Új-Zélandon a Skyscraper-hez hasonlóan top 10-es sláger lett. A videóban Demi megpróbál meggyőzni egy fiút arról, hogy ő az igazi, és nem fogja úgy ott hagyni, mint korábbi barátnői. Lovato számtalan fellépéssel promotálta a számot, így például a Z100 Jingle Ball koncerten. A szám lett Demi eddigi legsikeresebb rádiós slágere, továbbá egymillió példány kelt el belőle digitálisan, mellyel platina minősítést ért el 2012. augusztus 15-én.

## Dalszerzés és háttér
A dal szerzője és producere Josh Alexander és Billy Steinberg voltak, akik olyan előadóknak dolgoztak, mint a The Veronicas és JoJo. Alexandernek volt nagyobb keze a munkában, hiszen ő kezelte a hangszereket, intézte a programozást, a felvételt és a mérnöki munkákat. Chris Garcia továbbá a mérnöki munkában segédkezett. Az MTV szerint Demi elmondta, a címben szereplő "heartbreak" (szívtörés) szó valójában a jelentés ellenkezőjére utal: „Tavaly elkezdtem dolgozni egy olyan dalon, ami egy másfajta szerelemről szól. […] Ez a dal a hűségről szól.” A dal végül felkerült az Unbroken című albumra, mely 2011. szeptember 20-án jelent meg. 2012. január 23-án kezdték játszani az amerikai rádiók. A 2012-es Teen Choice Awards-on is jelölést kapott az énekes a dallal.
A Give Your Heart a Break egy tempós dance-pop ballada, melynek hosszú 3 perc és 25 másodperc. Tinipop, pop-rock, elektro-pop és rock jegyeket is mutat a felvétel. Több hangszer is megszólal, így például a hegedű, melyet több kritikus a Viva la Vida című számhoz hasonlított.

## Videóklip

### Háttér és kiadás
A dalszöveges videó 2011. december 23-án került fel Demi YouTube csatornájára. A leírásból kiderült, a videót 2012-ben tervezték kiadni. 2012 februárjában kezdték forgatni a klipet, melyet Justin Francis rendezett. 2012. március 23-án egy 18 másodperces részlet jelent meg, szintén YouTube fiókján. A videóban a megjelenési dátum (április 2.) is látható volt. Ezen a napon Kanadában és az Egyesült Államokban került kiadásra, másnap került sor a világpremierre. Egy interjúban így nyilatkozott: „Az új videóban megpróbálok meggyőzni egy srácot arról, hogy nem törtem össze a szívét, és elkezdünk küzdeni és próbálom megnyerni őt újra. […] Szóval csinálok valami különlegeset a dal végén a számára.” A fiúról is beszélt, aki szerelmét alakította a kisfilmben: „Vicces. De része a munkának. Próbálod túltenni magad rajta, de először egy kicsit kínos egy párt alkotni olyasvalakivel akit nem ismersz.”

### Koncepció
A videó cselekménye arról szól, hogy Lovato megpróbálja visszanyerni szerelmét, akit Alex Bechet alakít.
A kisfilm elején Demi és barátja telefonon vesznek össze. Miután leteszi a telefont, Lovato elkezdi énekelni a dalt és összegyűjti kettejük közös emlékeit. Ezután képeket gyűjt, majd tovább sétál a számot énekelve. A képeket egy falra illeszti. Mindegyik fotó mögött emlékek rejtőznek. A film végén Lovato barátja egy ablakból néz ki képeket szorongatva, közülük az egyiken kettejük láthatóak mosolyogva. Demi végül magabiztosan és vidáman megy haza, miután sikerült terve.

## Élő előadások
2011. december 31-én Demi az MTV szilveszteri műsorán lépett fel. a 2012. január 11-én megrendezett People's Choice Awards-on is fellépett, ahol a "Legjobb pop előadó" díjat is megnyerte. Március 6-án a Today fellépője volt, majd 15-én az American Idol műsorán is előadta a számot. A szeptember 6-án rendezett VMA-n is fellépett a slágerrel.

## Közreműködők
Forrás:
- Keverés (Cryptic Studios, Los Angeles, Kalifornia)
- Vokál és háttérvokál: Demi Lovato, Jaden Michaels
- Dalszerzés és produkció: Josh Alexander, Billy Steinberg
- Felvétel: Josh Alexander, Chris Garcia
- Hangszer, programozás: Josh Alexander
- Logic Pro és Pro Tool technológia: Scott Roewe

## Díjak és jelölések
| Év   | Díj                       | Kategória                         | Munka                   | Eredmény |
| ---- | ------------------------- | --------------------------------- | ----------------------- | -------- |
| 2012 | Teen Choice Awards        | Nyári választás: dal              | Give Your Heart a Break | Jelölve  |
| 2012 | Teen Choice Awards        | Választott szerelmi dal           | Give Your Heart a Break | Jelölve  |
| 2012 | Fanta Irresistible Awards | Legellenállhatatlanabb csengőhang | Give Your Heart a Break | Elnyerte |
| 2012 | Shot Music Awards         | Shot kislemez                     | Give Your Heart a Break | Elnyerte |

## Számlista és formátumok
| 1. | Give Your Heart a Break | Josh Alexander, Billy Steinberg | Alexander, Steinberg | 3:25 |

| 1. | Give Your Heart a Break                      | Alexander, Steinberg                    | Alexander, Steinberg | 3:25 |
| 2. | Give Your Heart a Break (The Alias Club Mix) | Alexander, Steinberg                    |                      | 5:58 |
| 3. | Aftershock                                   | Amy Pearson, Leah Haywood, Daniel James | Dreamlab             | 3:10 |
| 4. | Yes I Am                                     | Dapo Torimiro, Priscilla Renea          | Dapo                 | 3:01 |

| 1. | Give Your Heart a Break (The Alias Dub)        | Alexander, Steinberg |  | 5:57 |
| 2. | Give Your Heart a Break (The Alias Radio Edit) | Alexander, Steinberg |  | 3:44 |
| 3. | Give Your Heart a Break (Piano Version)        | Alexander, Steinberg |  | 3:40 |

## Slágerlistás helyezések
| Kislemezlista (2011–12)                     | Legjobb helyezés |
| ------------------------------------------- | ---------------- |
| Belgium (Ultratop 50 Flandria)              | 32               |
| Brazília (Billboard Hot 100)                | 9                |
| Brazília (Billboard Brazil Pop Songs)       | 5                |
| Hongkongi digitális dalok (Billboard)       | 62               |
| Kanada (Canadian Hot 100)                   | 28               |
| Fülöp-szigeteki digitális dalok (Billboard) | 7                |
| Máltai digitális dalok (Billboard)          | 58               |
| Új-Zéland (RIANZ)                           | 9                |
| Norvég digitális dalok (Billboard)          | 49               |
| Szingapúri digitális dalok (Billboard)      | 44               |
| Szlovákia (IFPI)                            | 95               |
| Brit kislemezlista                          | 194              |
| US Billboard Hot 100                        | 16               |
| US Pop Songs (Billboard)                    | 1                |
| US Adult Pop Songs (Billboard)              | 12               |
| US Adult Contemporary (Billboard)           | 16               |
| US Radio Songs (Billboard)                  | 6                |
| US Digital Songs (Billboard)                | 21               |

## Megjelenések
| Ország             | Dátum            | Formátum                |
| ------------------ | ---------------- | ----------------------- |
| Egyesült Államok   | 2012. január 23. | Hot/Modern/AC rádió     |
| Egyesült Államok   | 2012. január 24. | Top 40/Mainstream rádió |
| Ausztria           | 2012. április 4. | Digitális EP            |
| Világszerte        | 2012. április 4. | Digitális EP            |
| Egyesült Királyság | 2012. május 14.  | Digitális letöltés      |